# یورگ شوبیگر
یورگ شوبیگر (به آلمانی: Jürg Schubiger) (‏۱۴ اکتبر ۱۹۳۶ – ۱۵ سپتامبر ۲۰۱۴) نویسنده سوئیسی ادبیات کودکان و برنده جایزه هانس کریستیان آندرسن در سال (۲۰۰۸)

## زندگی‌نامه
یورگ شوبیگر در سال ۱۹۳۶ در زوریخ زاده شد و در رشته‌های زبان آلمانی، روان‌شناسی و فلسفه درس خواند. او از سال ۱۹۸۰ در زوریخ به عنوان نویسنده و روان‌شناس به کار پرداخت.

## کتابشناسی
- حقیقت دارد من یک فیلسوف کوچکم - ترجمه الهام مقدس
- داستان ویلهلم تل - ترجمه ملیحه محمدی